# Silvio Moser
Silvio Moser (ur. 24 kwietnia 1941 roku w Zurychu, zm. 26 maja 1974 w Locarno) – szwajcarski kierowca wyścigowy.
Moser był kierowcą Formuły 1, ale zanim zadebiutował w tej serii, ścigał się w Formule 2 i wyścigach samochodów sportowych. W Formule 1 zadebiutował 15 lipca 1967 roku podczas Grand Prix Wielkiej Brytanii prywatnym Cooperem. Wziął udział w 19 Grand Prix Formuły 1, w których zdobył 3 punkty.
Moser zmarł 26 maja 1974 w wyniku ciężkich urazów nie odzyskawszy przytomności, po pewnym czasie od wypadku jego Loli-BMW w wyścigu 1000 km Monza.

## Wyniki w Formule 1
| Legenda oznaczeń w tabelach wyników Wyświetl szablon na nowej stronie | Legenda oznaczeń w tabelach wyników Wyświetl szablon na nowej stronie                                                                     |
| Oznaczenie                                                            | Wyjaśnienie |
| --------------------------------------------------------------------- | --- |
| Złoty                                                                 | Zwycięzca lub mistrzostwo |
| Srebrny                                                               | 2. miejsce lub wicemistrzostwo |
| Brązowy                                                               | 3. miejsce lub II wicemistrzostwo |
| Zielony                                                               | Ukończył, punktował (w klasyfikacji generalnej, gdy zdobył co najmniej jeden punkt na przestrzeni sezonu, poza trzema powyższymi opcjami) |
| Niebieski                                                             | Ukończył, nie punktował (w klasyfikacji generalnej, gdy nie zdobył co najmniej jednego punktu na przestrzeni sezonu)                      |
| Czerwony                                                              | Nie zakwalifikował się (NZ) |
| Czerwony                                                              | Nie prekwalifikował się (NPK) |
| Różowy                                                                | Nie ukończył (NU) |
| Różowy                                                                | Niesklasyfikowany (NS) (w klasyfikacji generalnej, gdy nie został sklasyfikowany w żadnym wyścigu sezonu)                                 |
| Czarny                                                                | Zdyskwalifikowany (DK) |
| Czarny                                                                | Wykluczony (WYK/EX) |
| Biały                                                                 | Nie wystartował (NW) |
| Biały                                                                 | Kontuzjowany (K/INJ) |
| Biały                                                                 | Wyścig odwołany (OD/C) |
| Bez koloru                                                            | Został wycofany (WYC/WD) |
| Bez koloru                                                            | Nie przybył (NP/DNA) |
| Bez koloru                                                            | Nie brał udziału w treningach (NT/DNP) |
| Bez koloru                                                            | Nie został zgłoszony (–) |
| Pogrubienie                                                           | Start z pole position |
| Kursywa                                                               | Najszybsze okrążenie wyścigu |
| †                                                                     | Nie ukończył, ale jego rezultat został zaliczony ze względu na przejechanie więcej niż 90% dystansu wyścigu.                              |
| *                                                                     | Sezon w trakcie |
| 1/2/3                                                                 | Punktowana pozycja w sprincie kwalifikacyjnym                                                                                             |
| Lista systemów punktacji Formuły 1                                    | |

| Rok  | Zespół                 | Samochód        | Silnik   | 1   | 2   | 3      | 4      | 5      | 6      | 7      | 8      | 9      | 10     | 11     | 12  | 13  | Msc. | Pkt. |
| ---- | ---------------------- | --------------- | -------- | --- | --- | ------ | ------ | ------ | ------ | ------ | ------ | ------ | ------ | ------ | --- | --- | ---- | ---- |
| 1966 | Silvio Moser           | Brabham BT16    | Ford R4  | MCO | BEL | FRA    | GBR    | NLD    | DEU NW | ITA    | USA    | MEX    |        |        |     |     | –    | 0    |
| 1967 | Charles Vögele         | Cooper T77      | ATS V8   | ZAF | MCO | NLD    | BEL    | FRA    | GBR NU | DEU    | CND    | ITA    | USA    | MEX    |     |     | –    | 0    |
| 1968 | Charles Vögele         | Brabham BT20    | Repco V8 | ZAF | ESP | MCO NZ | BEL    | NLD 5  | FRA    | GBR NS | DEU    | ITA NZ | CND    | USA    | MEX |     | 23   | 2    |
| 1969 | Silvio Moser           | Brabham BT24    | Ford V8  | ZAF | ESP | MCO NU | NLD NU | FRA 7  | GBR    | DEU    | ITA NU | CND NU | USA 6  | MEX 11 |     |     | 16   | 1    |
| 1970 | Silvio Moser           | Bellasi F1-1-70 | Ford V8  | ZAF | ESP | MCO    | BEL    | NLD NZ | FRA NZ | GBR    | DEU NZ | AUT NU | ITA NZ | CND    | USA | MEX | –    | 0    |
| 1971 | Jolly Club Switzerland | Bellasi F1-1-70 | Ford V8  | ZAF | ESP | MCO    | NLD    | FRA    | GBR    | DEU    | AUT    | ITA NU | CND    | USA    |     |     | –    | 0    |